# 妙永寺 (富士市)
妙永寺（みょうえいじ）は、静岡県富士市浅間上町にある日蓮宗の寺院である。山号は松林山。旧本山は蓮永寺、親師法縁。由緒寺院で静岡市葵区の蓮永寺、富士市の永精寺とともに駿河三永寺と呼ばれる。

## 歴史
日持（立正大師日蓮の弟子で六老僧の一人。）が、永仁3年（1292年）に3日間滞在したという場所に建立された布教拠点の法華題目堂が起源。延宝3年（1675年）本迹院日和が本堂、尊神堂、妙見堂等の諸堂を建立し寺号を公称した。

## 境内
- 本堂

## 歴代
- 蓮華阿闍梨日持
- 本迹院日和

## 関連資料
- 佐藤光春『北天開教日持上人伝』日蓮宗新聞社（2004年）